# Inaglyita
La inaglyita és un mineral de la classe dels sulfurs. Rep el seu nom pel massís ultrabàsic d'Inagli, el primer lloc on va ser trobat el mineral.

## Característiques
La inaglyita és un sulfur de fórmula química PbCu₃Ir₈S16. Cristal·litza en el sistema hexagonal. La seva duresa a l'escala de Mohs és 5,5.
Segons la classificació de Nickel-Strunz, la inaglyita pertany a «02.D - Sulfurs metàl·lics, amb proporció M:S = 3:4» juntament amb els següents minerals: bornhardtita, carrol·lita, cuproiridsita, cuprorhodsita, daubreelita, fletcherita, florensovita, greigita, indita, kalininita, linneïta, malanita, polidimita, siegenita, trüstedtita, tyrrel·lita, violarita, xingzhongita, ferrorhodsita, cadmoindita, cuprokalininita, rodostannita, toyohaïta, brezinaïta, heideïta, konderita i kingstonita.

## Formació i jaciments
Va ser descrita gràcies als exemplars trobats a dos indrets de Rússia: el massís d'Inagli, a la República de Sakhà, i al dipòsit de platí d'Aleksandrov a l'óblast de Sverdlovsk. També molt a prop ha estat trobada al mont Filipp, situat al krai de Kamtxatka, i al massís de Konder, al krai de Khabàrovsk. Fora de Rússia només ha estat descrita al dipòsit de crom i elements del grup del platí de Gaositai, al comtat de Chengde (Hebei, Xina).